# Pep Quintana i Riera
Pep Quintana i Riera (Arenys de Mar, 4 de febrero de 1949) es un escritor y periodista catalán. Trabaja de guía turístico, sobre todo en el norte de África. Desde su vertiente de activista cultural se ha especializado en la difusión de la obra de Salvador Espriu a través de itinerarios, para jóvenes y adultos, en Arenys de Mar.

## Biografía
La aparición semanal como presentador en el programa "Teledues" de Televisión Española, entre los años 1987 y 1992, le dio una gran popularidad. También colaboró en Televisión de Cataluña, con reportajes de viajes en el programa "Temps de Neu" y con reseñas literarias en el espacio "De vacaciones". En 2010, hizo una serie de 26 programas de viajes por la Televisión de Andorra. Fue uno de los personajes escogidos por el programa "Terreno Personal" de Televisión de Cataluña para explicar la comarca del Maresme (2012), con Ramon Tarridas, Georgina Blanch, Miquel Riera y Pep Quintana.
Ha combinado su actividad literaria y la presencia en los medios de comunicación con el trabajo continuado de guía turístico en todo el Mediterráneo pero de una manera especial en Marruecos. En 1987 impulsó los itinerarios, para jóvenes y adultos, que se hacen en Arenys de Mar sobre la obra de Salvador Espriu. Participó en el rodaje de la película "Laia" de Lluís Danes, donde interpretó el papel de enterrador.
Ha publicado numerosos artículos sobre cocina y gastronomía y los libros: "Barcas y Fogones" (1992), "El pescado en la mesa" (1998) y "La ratafía de los madereros. Historia de un licor pirenaico "(2011).
En 2014 participó en el proyecto de recuperación de la editorial Los libros del Setciències y publicó el libro "Ni el apuntador", un conjunto de cuentos cortos que tienen la muerte como elemento en común. En 2015 publicó "Desde el balcón de casa", una segunda entrega de cuentos cortos de temática diversa, con prólogo de Agustí Pons e ilustraciones de Jordi Darder.
El 2016 ha publicado "El regreso de los Gigantes" con Ignacio Massaguer e ilustraciones de Mónica Doy. Este título cierra la trilogía dedicada a las aventuras de los Gigantes de Arenys, a los que no cita explícitamente, y que comenzó con el "Cuento de Gigantes" (1997) y siguió con "Odisea de Gigantes" (2001).

## Libros publicados
- Tres-cents setanta-dos quilòmetres culturals (1985), con prólogo de Joan Oliver “Pere Quart”, (La Pobla de Segur: Història i Cultura del Pallars. ISBN 84-398-4402-6)
- Barques i Fogons (del Llobregat a la Tordera) (1992) coautor con Miquel Sen i Rafael Vallbona (Edicions El Mèdol. Col·lecció L'Agulla. ISBN 84-86542-51-0)
- Conte de Gegants (1997) (Els Llibres del Set-ciències. ISBN 84-605-6132-1)
- El peix a taula (1998) (Els Llibres del Set-ciències. ISBN 84-923750-1-9)
- Odissea de Gegants (2001) (Els Llibres del Set-ciències. ISBN 978-84-95526-06-9)
- En vermelló i en Llargarut (2003) (ADF Alt MAresme. ISBN 978-84-607-8045-8)
- La ratafia dels raiers. Història d'un licor pirinenc (2011) (Garsineu edicions. ISBN 978-84-96779-77-8)
- Ni l'apuntador (2014) (Els llibres del Setciències. ISBN 978-84-95526-21-2)
- Des del balcó de casa (2015) (Crea't edicions. ISBN 978-84-942772-5-2)
- El retorn dels Gegants (2016) (Els llibres del Setciències. ISBN 978-84-95526-22-9)
- Vins de memòria (2018) (VIBOP Edicions, ALELLA. ISBN 978-84-948299-3-2)
- D'aixó i dalló  (2019) (Garsineu Edicions. Tremp, ISBN 978-84-949119-6-5)
- 19 contes covid 19 (2022) (Crea't edicions. ISBN 978-84-123634-2-5)

## Televisión
- TVE Cataluña (1987-1992): Itinerarios de Pep Quintana al Teledues[10]
- TV3, programa: De Vacaciones y Tiempo de Nieve.
- Televisión de Andorra (2010): 26 reportajes de viajes
- TV3, programa: "Terreno Personal"